# Watertoren (Helmond Torenstraat)
De watertoren aan de Torenstraat in de Nederlandse stad Helmond. Het ontwerp is van de hand van J.H.J. Kording en stamt uit 1941, maar door een uitgelopen bouw en oorlogsomstandigheden duurde de oplevering langer. De toren werd in november 1948 in gebruik genomen. De toren is ontworpen door architect J.H.J. Kording. De watertoren heeft een hoogte 47,3 meter en een waterreservoir van 1200 m³.
Doordat de vraag naar drinkwater enorm toenam was de toren in de jaren zeventig niet meer toereikend. Architectenbureau M2SJ uit Utrecht opperde in 2005 een voorstel om de toren te verbouwen tot drie woningen voor kunstenaars, met bijbehorende ateliers en een expositieruimte. Deze plannen zijn niet uitgevoerd. De toren staat momenteel leeg en wordt alleen gebruikt voor de zendmasten van telecombedrijven.